# Dittatura del proletariato

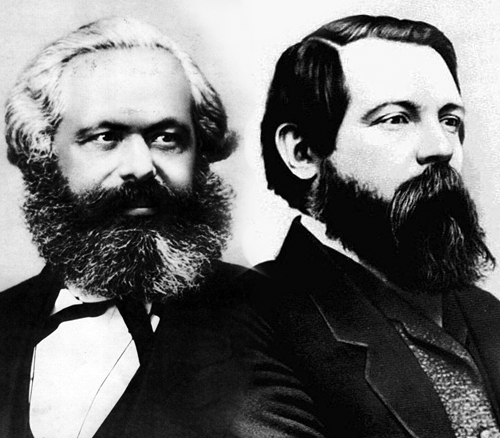
Karl Marx e Friedrich Engels.

Nella filosofia del Marxismo, la dittatura del proletariato è uno status quo in cui il proletariato detiene il potere politico. La dittatura del proletariato è lo stadio intermedio tra un'economia di mercato e un'economia pianificata, per cui lo Stato post-rivoluzionario si impadronisce dei mezzi di produzione, obbliga l'attuazione di elezioni dirette controllate dall'unico partito autorizzato al potere che rappresenta il proletariato e istituisce delegati eletti in consigli operai rappresentativi (soviet) che nazionalizzano la proprietà dei mezzi di produzione dalla proprietà privata a quella collettiva. Durante questa fase, la struttura organizzativa e amministrativa del partito deve essere largamente determinata dalla necessità che esso governi con fermezza e eserciti il potere dello Stato per prevenire la controrivoluzione e per facilitare la transizione verso una società comunista duratura. Altri termini comunemente usati per descrivere la dittatura del proletariato includono: "Stato socialista", "Stato proletario", "Stato proletario democratico", "dittatura rivoluzionaria del proletariato" e "dittatura democratica del proletariato".
Il rivoluzionario socialista Joseph Weydemeyer coniò il termine "dittatura del proletariato", che Karl Marx e Friedrich Engels adottarono nella loro filosofia socio-economica. Il termine "dittatura" implica il pieno controllo dei mezzi di produzione da parte dell'apparato dello Stato. La pianificazione della produzione materiale servirebbe i bisogni sociali ed economici della popolazione, come il diritto all'istruzione, servizi sanitari e assistenziali e alloggi pubblici. La Comune di Parigi (1871), che per due mesi controllò la capitale, prima di essere soppressa, è ritenuta da Marx essere un esempio di "dittatura del proletariato". Nella filosofia marxista, il termine "dittatura della borghesia" implica l'opposto della dittatura del proletariato.
Il concetto di "dittatura del proletariato" ha ricevuto critiche filosofiche, politiche e accademiche. I marxisti libertari, ad esempio, si oppongono al principio leninista del centralismo democratico e all'interpretazione marxista-leninista dell'avanguardismo. Anche note personalità aderenti al Marxismo ortodosso, tra cui Rosa Luxemburg, Karl Kautsky e Raya Dunayevskaya, hanno messo in dubbio l'integrità democratica della dittatura del proletariato marxista-leninista. È opinione marxista-leninista che in Paesi autoritari come l'Unione Sovietica si sia realizzata la dittatura del proletariato, seppur in modo incompleto.
In La via della schiavitù (1944), l'economista della scuola austriaca Friedrich Hayek sosteneva che la "dittatura del proletariato" avrebbe portato alla distruzione della libertà personale tanto quanto all'autocrazia. Nel 1957, la Commissione Europea dei Diritti dell'Uomo emise una sentenza significativa riguardo al caso "Partito Comunista di Germania contro la Repubblica Federale di Germania", stabilendo che perseguire il raggiungimento della dittatura del proletariato era incompatibile con la Convenzione europea per la salvaguardia dei diritti dell'uomo e delle libertà fondamentali.

## Descrizione
La dittatura del proletariato è un concetto espresso da Karl Marx e Friedrich Engels per la prima volta nel 1852, nella lettera a Weydemeyer, e nel 1875, nella Critica del Programma di Gotha, per riferirsi alla situazione sociale e politica che si sarebbe instaurata immediatamente dopo la rivoluzione proletaria. La dittatura del proletariato rappresenta una fase di transizione in cui il potere politico è detenuto dai lavoratori, nella costruzione di una società senza classi, senza denaro e senza Stato (comunismo).
Con "dittatura del proletariato" o "dittatura rivoluzionaria del proletariato" Marx ed Engels intesero quindi una misura politica temporanea e necessaria per la transizione al comunismo compiuto, una fase dove il potere proletario avrebbe avuto modo di agire liberamente nel riorganizzare i rapporti di proprietà e di produzione della società capitalista, con necessari interventi dispotici qualora la situazione lo avesse richiesto (espropriazione della proprietà fondiaria, requisizioni di siti produttivi, statalizzazione dei mezzi di produzione e del credito, etc.) secondo i dieci punti delineati nel "Manifesto del Partito Comunista" pubblicato da Marx e Engels nel 1848. Una fase di "poteri straordinari" transitoria che sarebbe cessata una volta raggiunte le condizioni necessarie per la gestione comunista della società. Marx ed Engels non precisano la durata di questa fase, che potrebbe perdurare anche a lungo prima del passaggio al comunismo. 

## Dittatura e democrazia nel marxismo

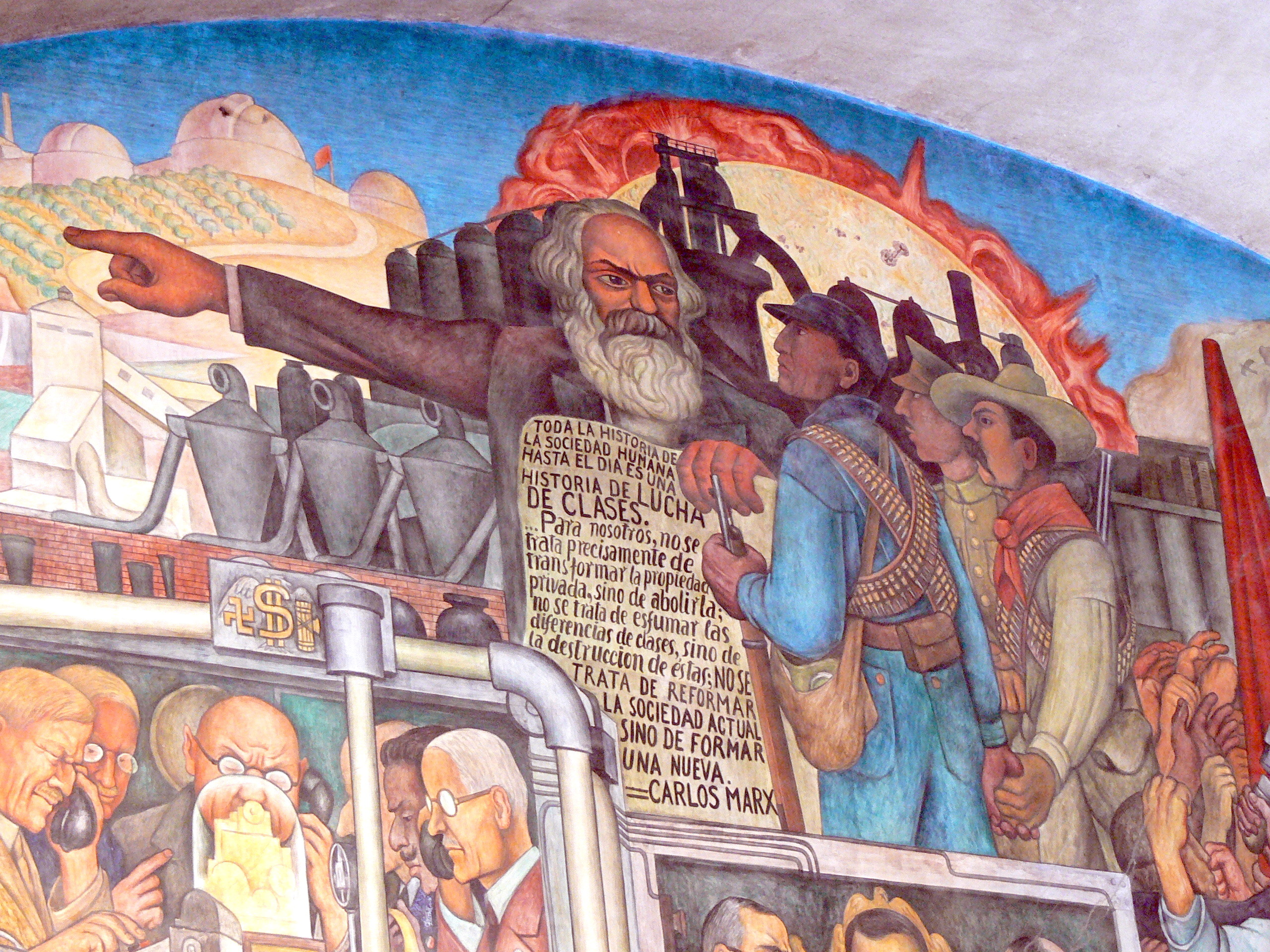
Murales di Diego Rivera raffigurante Marx che arringa e incita il proletariato

### NelMarxismo
Il concetto di "dittatura del proletariato" è presentato per la prima volta da Marx ed Engels, come riportato anche dall'Abbagnano, in un testo del 1852. Ma già nel 1850 Marx in "Le lotte di classe in Francia dal 1848 al 1850" (articoli in cui ricostruisce ed analizza gli avvenimenti rivoluzionari di quel biennio, "la prima grande lotta - nelle parole dello stesso Marx -  per la conservazione o la distruzione dell'ordine borghese") presenta l'espressione "dittatura della classe operaia" definendola, secondo la ricostruzione storica dei moti del 1848 da esso effettuata, come parola d'ordine spontanea dei lavoratori in lotta che videro come unica via d'uscita l'insurrezione armata contro la borghesia parigina, e l'instaurazione della propria dittatura di classe su quella esercitata dalla borghesia sul proletariato.
La stessa Parigi fu di nuovo terreno rivoluzionario nel 1871 con la Comune di Parigi che di nuovo suscitò il vivo interesse di Marx che vide in questa esperienza il primo vero esempio concreto di dittatura del proletariato della storia. L'analisi politica che il Marx maturo fa di questo episodio pone fine al suo lungo silenzio riguardo alle dinamiche concrete su come si sarebbe dovuta articolare la dittatura rivoluzionaria. Nel testo “La guerra civile in Francia” Marx evidenzia le caratteristiche fondamentali della Comune in relazione alla pratica concreta della dittatura del proletariato, della "democrazia proletaria":
- Abolizione dell'esercito permanente e organizzazione della milizia operaia.
- Soppressione del parlamentarismo e passaggio alla democrazia diretta (creazione dell'assemblea dei delegati eletti a suffragio universale, retribuiti con salario operaio, direttamente responsabili del loro operato e revocabili in qualsiasi momento).
- Soppressione del privilegio burocratico ed eliminazione di tutte le funzioni repressive e parassitarie dello Stato borghese.

Il tema della dittatura del proletariato verrà poi affrontato nuovamente e in maniera ancora più incisiva pochi anni dopo nella “Critica del Programma di Gotha” (1875), in cui Marx critica il programma del Partito operaio tedesco proprio sulla mancanza di attenzione sui processi di trasformazione rivoluzionari e sul futuro della società comunista.

### NelMarxismo-Leninismo
Dunque l'analisi materialista della società capitalista da parte della scuola marxista ha sempre visto nella democrazia dei Paesi economicamente più avanzati il presunto strumento di dominio di una classe su di un'altra: la "dittatura della borghesia sul proletariato". In questo senso, la democrazia liberale sarebbe la dittatura della borghesia. In "La rivoluzione proletaria e il rinnegato Kautsky" (1918), Vladimir Lenin scrive che nella prima fase rivoluzionaria, alla democrazia borghese, il proletariato dovrebbe sostituire "la propria dittatura" come strumento di emancipazione dell'umanità dall'oppressione del capitale e "dall'ipocrisia della democrazia borghese".
Il concetto di democrazia nel marxismo-leninismo è pertanto molto diverso da quello liberale. Secondo Lenin non esisterebbe una democrazia per tutte le classi, ma solo una democrazia all'interno della classe che esercita la dittatura: la stessa democrazia borghese eserciterebbe una dittatura nei confronti del proletariato. Ancora secondo Lenin, non esisterebbe un concetto universale di democrazia, come sostenuto dai liberali, ma solo una democrazia di classe che esercita una dittatura di classe su un'altra classe.

### Superamento della dittatura del proletariato
Secondo la dottrina marxista-leninista, la dittatura del proletariato sarebbe un periodo transitorio, e il suo superamento arriverebbe solo al momento di una realizzazione di una società senza classi. Sarebbe proprio l'esistenza delle classi a rendere inevitabile la dittatura di una classe su un'altra, nelle forme storiche della dittatura feudale, borghese, proletaria. Dunque, solo una volta superate le classi, e raggiunta l'uguaglianza sociale sostanziale degli uomini, sarebbe possibile il superamento della dittatura del proletariato, cioè l'estinzione dello Stato. Questo sarebbe lo strumento della dittatura medesima che rappresenterebbe «il potere di una classe, organizzato per opprimerne un'altra». Con l'avvento della democrazia dei soviet, secondo il linguaggio caro al marxismo-leninismo, si avrebbe una società nella quale sarebbe realizzato il principio di Marx: «ognuno secondo le sue capacità; a ognuno secondo i suoi bisogni».
(Karl Marx, Friedrich Engels, Manifesto del Partito Comunista, 1848)
Sulla base di questo concetto di società senza classi, Marx distinguerà nella Critica del Programma di Gotha (1875) il socialismo dal comunismo.